# 甘仔轄·阿拉米
阿庫瑪 • 甘米仔（?—1648年）為臺灣大肚王國的一代國王（本質上較類似部落聯盟領袖），於荷蘭統治前中期在位，並且統領大甲溪以南的18個不同部族的村社，雄據於一方。在位末期，曾率領拍瀑拉族擊退荷蘭東印度公司軍隊的侵擾；然而，終究因為荷蘭強勢的攻擊而低頭和議，不過卻依然維持著王國的獨立狀態。

## 名稱
於荷蘭語的文獻中，稱呼阿拉米及其繼承人甘仔轄·馬祿（Kamachat Maloe）為「Keizer van Middag」，即是「白晝的帝王」之意（荷蘭文的middag對應到英文的midday、noon或afternoon tea，字面上有「中午」、「白天」的意味，但在現代荷蘭文中專指「下午」）；其他原住民尊稱「Lelien」（可能原自巴宰語「dalian」，同樣意為「白晝之王」。

## 生平
臺灣史前時期，英勇善戰的拍瀑拉族開始兼併周邊部族，建立跨部族的大肚王國。至阿拉米在位時期，除了拍瀑拉族的五個村社之外，巴宰族、巴布薩族、洪雅族等眾多部族及村社也都臣服於大肚王國的領導之下，統治著中台灣廣大的領土。1644年，統治大員的荷蘭東印度公司軍隊在擊敗北台灣的凱達格蘭族之後，順勢南下進攻大肚王國；由於易守難攻的地形優勢，以及拍瀑拉族強勢的反擊，使得大肚軍成功擊退荷蘭軍隊。然而，翌年，荷蘭再次進攻大肚，摧毀13座王國內的村落，阿拉米只能被迫接受范布鍊牧師的調停，向荷蘭低頭和議，前往由荷蘭召開的北路地方會議。
1645年4月，阿拉米與東印度公司於南部地方會議簽署條約，表示大肚王國向荷蘭人臣服，大肚王國於同年也失去了牛罵社、沙轆社等村社；然而，他並不允許基督教的傳播以及歐洲人在境內定居滯留，更無設置荷蘭語的譯官。不過，阿拉米仍然保有大肚王的頭銜，並持續統治著半獨立的王國。阿拉米向東印度公司臣服之後，荷蘭逐漸取代大肚王於轄下領土的仲裁權力，從荷蘭駐兵處理村設紛爭的諸多例子中，可以看出臺灣長官與大肚王之間的權力消長。1648年，阿拉米駕崩，確切死因不詳；死後由其外甥甘仔轄·馬洛繼承大肚王國王位、由馬洛的繼父Tarraboe攝政（實際上的統治權在馬洛的外祖母手上）。而荷蘭東印度公司方面，也在阿拉米駕崩後更加積極削弱大肚王在大肚王國的權力和影響力，直到退出臺灣為止。

## 相關
- 大肚王國
- 白晝之王

## 相關作品
- 《大肚王 甘仔轄 · 阿拉米》